# 3000 ночей
«3000 ночей» (араб. 3000 ليلة) — міжнародно-спродюсований драматичний фільм, знятий Мей Масрі. Світова прем'єра стрічки відбулась 12 вересня 2015 року на міжнародному кінофестивалі в Торонто. Фільм розповідає про молоду палестинку, яка народжує сина в ізраїльській в'язниці.
Фільм був висунутий Йорданією на премію «Оскар» за найкращий фільм іноземною мовою.

## У ролях
- Майса Абд Ельгаді — Лаял
- Надіра Омран — Санаа
- Ракін Саад — Джамілех

## Визнання
| Нагороди та номінації фільму «3000 ночей» | Нагороди та номінації фільму «3000 ночей» | Нагороди та номінації фільму «3000 ночей» | Нагороди та номінації фільму «3000 ночей» | Нагороди та номінації фільму «3000 ночей» | Нагороди та номінації фільму «3000 ночей» |
| Рік                                       | Кінопремія / Кінофестиваль                | Категорія / Нагорода                      | Номінант                                  | Результат                                 |                                           |
| ----------------------------------------- | ----------------------------------------- | ----------------------------------------- | ----------------------------------------- | ----------------------------------------- | ----------------------------------------- |
| 2015                                      | Дубайський міжнародний кінофестиваль      | Найкращий художній фільм                  | «3000 ночей»                              | Номінація                                 |                                           |
| 2016                                      | Стамбульський міжнародний кінофестиваль   | Приз глядацьких симпатій                  | «3000 ночей»                              | Номінація                                 |                                           |
| 2016                                      | Лондонський міжнародний кінофестиваль     | Найкращий дебютний фільм                  | «3000 ночей»                              | Номінація                                 |                                           |